# Callistege extrema
Callistege extrema là một loài bướm đêm trong họ Erebidae.